# Орлянське
Орля́нське — село в Україні, у Василівському районі Запорізької області. Населення становить 2974 осіб. Орган місцевого самоврядування — Орлянська сільська рада. 27 лютого 2022 році був окупований російськими військами .

## Географія
Село Орлянське знаходиться на одному з витоків річки Велика Білозерка, поруч проходить великий магістральний канал. Розташоване за 19 км на південний захід від районного центру і на такій же відстані від залізничної станції Таврійськ. На відстані 1 км розташоване село Відножине. Через село проходить автомобільна дорога Р37.

## Історія
Біля села Улянівки виявлено поселення та два могильники доби пізньої бронзи (І тисячоліття до н. е.).
Орлянське засноване 1800 року переселенцями з села Орлика Полтавської губернії.
Станом на 1886 рік в селі Балківської волості Мелітопольського повіту Таврійської губернії мешкало 1737 осіб, налічувалось 284 двори, існували православна церква, школа, поштова станція, 3 лавки, винний погріб, відбувався базар по понеділках.
У ніч на 13 березня 2015 року у селі було завалено пам'ятник Леніну.

## Населення

### Мова
Розподіл населення за рідною мовою за даними :
| Мова            | Кількість | Відсоток |
| --------------- | --------- | -------- |
| українська      | 2671      | 89.81%   |
| російська       | 268       | 9.01%    |
| вірменська      | 12        | 0.40%    |
| білоруська      | 3         | 0.10%    |
| болгарська      | 1         | 0.03%    |
| інші/не вказали | 19        | 0.65%    |
| Усього          | 2974      | 100%     |

## Економіка
- «Орлянське», сільськогосподарський ПК.

## Об'єкти соціальної сфери
- Школа.
- Дитячий садочок.
- Будинок культури.
- Лікарня.

## Пам'ятки
- В селі зберігся як пам'ятник народної архітектури — вітряк (1897).

## Відомі уродженці
- Ганіна Оксана Давидівна — український археолог.